# کوه تاریک‌دره

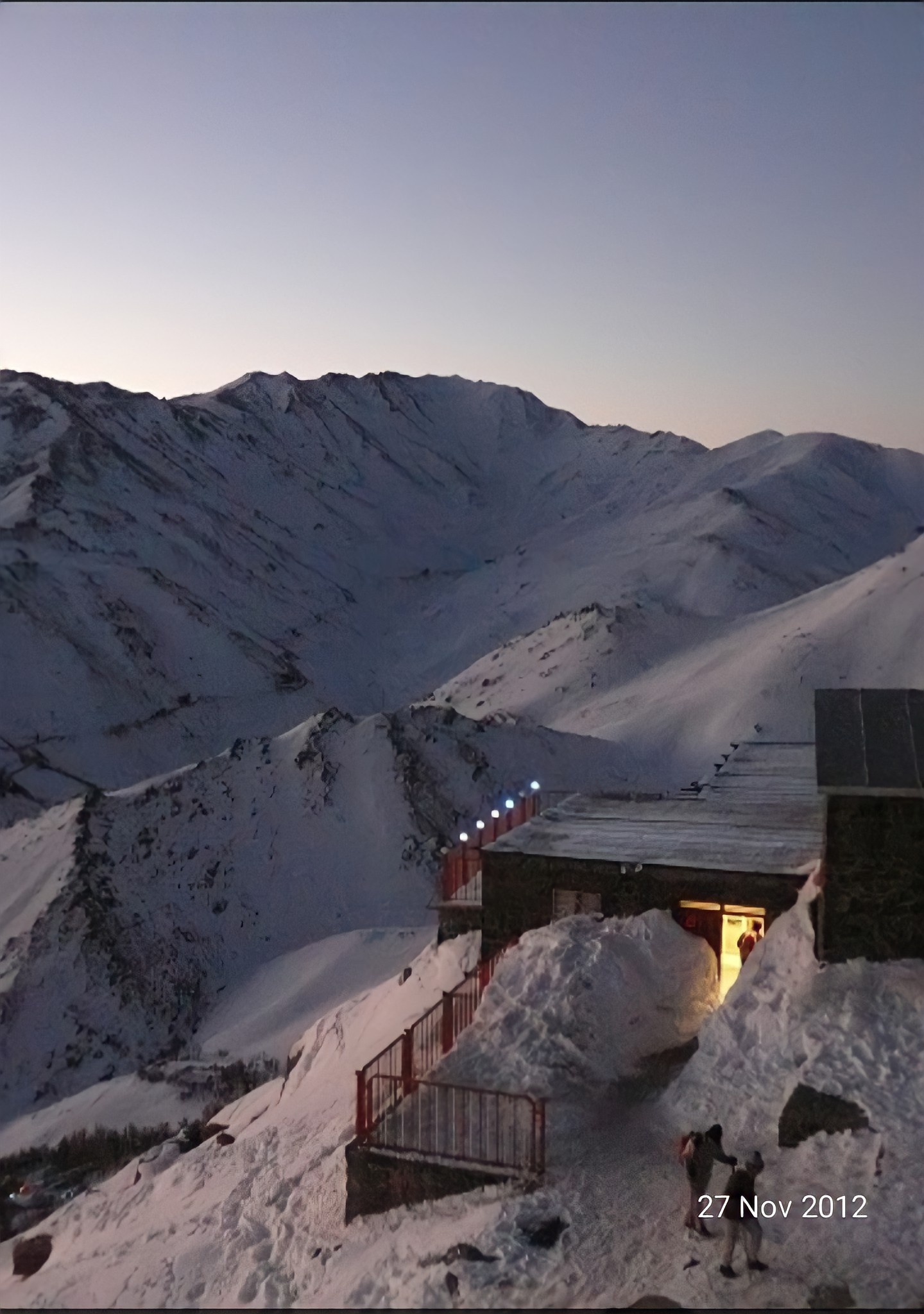

تاریک‌دره یکی از قله‌های کوه الوند است و ۳۴۱۳ متر ارتفاع دارد. 
جادهٔ قدیمی همدان-تویسرکان معروف به جادهٔ شاهی از طریق دره گنج‌نامه به پیست اسکی تاریک‌دره، قلعه تاریک‌دره، چهار قله و گردنه شهرستانه ختم می‌شود. 
یال شمالی گردنه به قله قار قالان و یال جنوبی آن به قلهٔ تاریک‌دره و چشمه فرشه می‌رسد. بهترین راه صعود به این قله از محل پیست اسکی تاریک دره همدان و با دو ساعت کوهنوردی امکان‌پذیر است. 
علت نامگذاری تاریک‌دره، به علت جهت شمالی-جنوبی بودن دره و طلوع دیرهنگام و غروب زودهنگام خورشید در این دره است. همین امر موجب می‌شود تا برف‌های این دره در سایهٔ بیشتری قرار داشته‌باشند. 